# August Reuss (Mediziner)

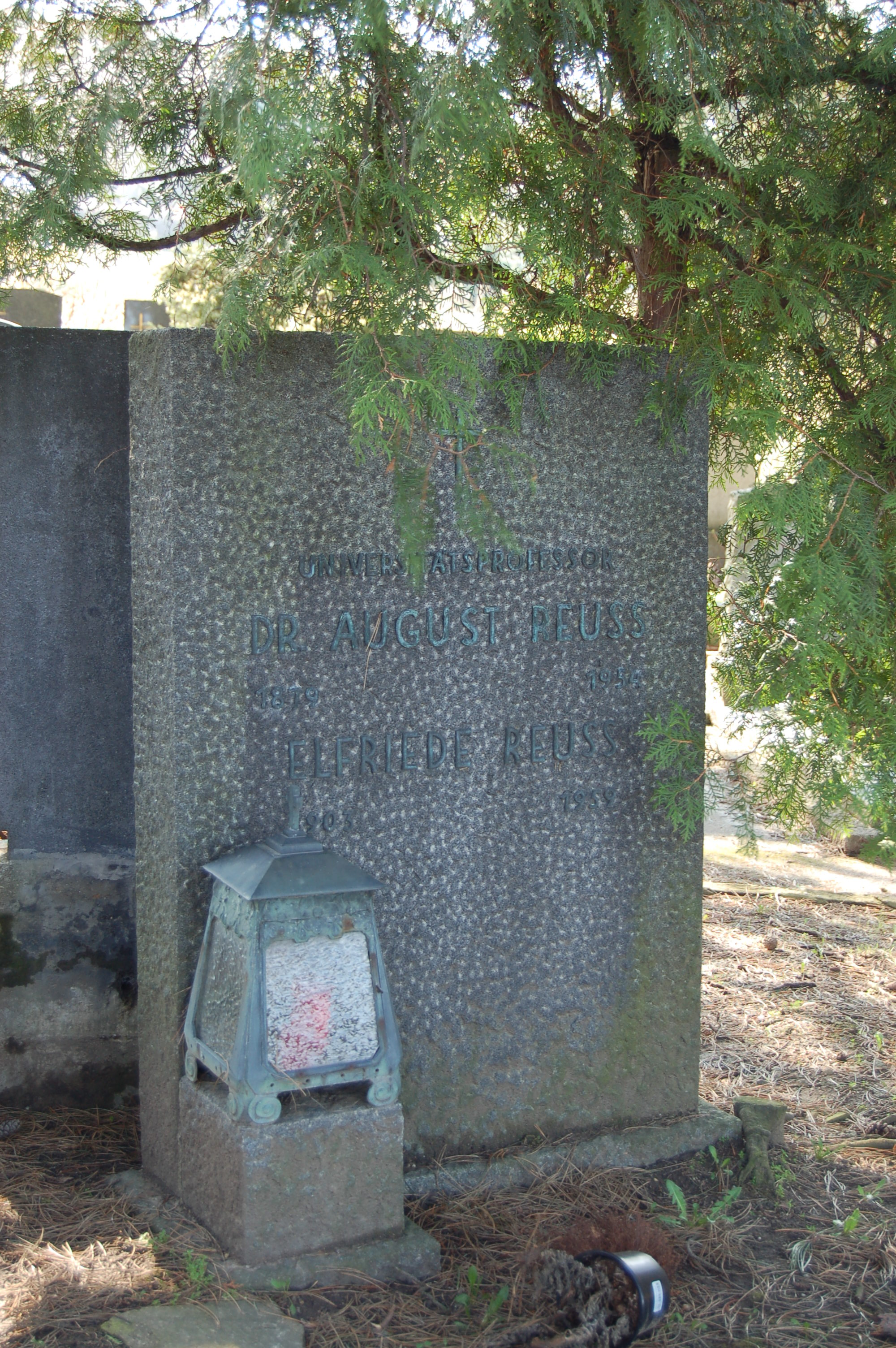
Grabmal von August Reuss auf dem Neustifter Friedhof

August Reuss (* 28. Mai 1879 in Wien; † 31. Oktober 1954 ebenda) war ein österreichischer Kinderfacharzt.

## Leben
August Reuss war der Sohn des österreichischen Augenfacharztes August Leopold von Reuss. Reuss studierte an der Universität Wien Medizin, wo er 1903 promoviert wurde. 1908 wurde er Assistent an der Universitäts-Kinderklinik, 1914 habilitierte er sich. Im Ersten Weltkrieg war Reuss Regimentsarzt.
Er wurde 1924 außerordentlicher Professor an der Universität Wien, ein Jahr später Vorstand der Kinderabteilung des Kaiser-Franz-Joseph-Spitals. 1930 wechselte Reuss nach Graz, wo er ordentlicher Professor und Vorstand der Universitäts-Kinderklinik wurde. Schließlich war er ab 1934 ärztlicher Direktor der Wiener Kinderklinik Glanzing. Im Austrofaschismus wurde Reuss vom Bundesministerium für soziale Verwaltung von 1934 bis 1938 als Konsulent für die Überwachung der gesamten Kindergesundheitspflege herangezogen. In dieser Zeit wurde er auch Mitglied der politischen Einheitspartei Vaterländische Front. Nach dem „Anschluss“ war er von 1938 bis 1940 Direktor des Zentralkinderheims. Bereits am 11. März 1938 stellte Reuss einen Aufnahmeauftrag bei der NSDAP, der zwar von der lokalen Ortsgruppe unterstützt, aber im Herbst desselben Jahres abgelehnt wurde. 1942 wurde Reuss' Engagement wiederholt hervorgehoben – weil er jedoch von politischer Seite als „Konjunkturnationalsozialist“ eingestuft wurde und auch seine Mitgliedschaft im Rotary-Club bekannt war, wurde der Antrag schlussendlich abgelehnt.
Nach seinem Tode erhielt Reuss ein ehrenhalber gewidmetes Grab auf dem Neustifter Friedhof (Gruppe R, Reihe 6, Nr. 2). 1959 benannte man per Gemeinderatsbeschluss die August-Reuss-Gasse in Wien-Hietzing nach ihm.

## Bedeutung
Reuss führte Verbesserungen auf dem Gebiet der Kinderheilkunde ein, insbesondere im Bereich der Neugeborenen. So gliederte er die Säuglingsstationen aus der allgemeinen Gynäkologie aus. Er erreichte die Anerkennung der Pädiatrie als eigenes medizinisches Fachgebiet und gilt damit als erster Sozialpädiater Österreichs. Weltweit als Erster entdeckte er angeborene Stoffwechselanomalien und versuchte deren Behandlung.
Während die Bevölkerungspolitik in der Zwischenkriegszeit unkritisch eugenisches Gedankengut aufnahm, gehörte Reuss zu jenen Vertretern der Mediziner, die sich dagegen stellten. Auch „lebensschwache“, aus der Perspektive der Bevölkerungspolitik nicht erwünschte Säuglinge könnten sich zu „vollwertigen“ Menschen entwickeln, stellte er auf einer Tagung fest. Solche Säuglinge würden über eine besondere Lebenskraft verfügen, die sie befähige, die „Lebensschwäche“ zu überwinden. Es sollte daher von ärztlicher Seite alles Notwendige unternommen werden, denn was wirklich nicht lebensfähig ist, sterbe ohnehin ab, und er warnte:

„Also keine spartanischen Grundsätze, denen manches wertvolle Leben zum Opfer fallen könnte!“

Zu seinen Schülern zählte u. a. Hans Czermak.

## Schriften
- Die Krankheiten des Neugeborenen. Springer, Wien 1914.
- Die Ernährung des Neugeborenen. Springer, Wien 1925.
- Die Aufzucht der frühgeborenen und lebensschwachen Kinder. Springer, Wien 1925.
- Säuglingsernährung. Springer, Wien 1929.
- Säuglingskrankheiten. Springer, Wien 1935.
- Physiologie und Pathologie des Neugeborenen. In: Hans Heidler: Lehrbuch der Geburtshilfe für Hebammen. Maudrich, Wien 1950.
- Kinderkrankheiten. Urban & Schwarzenberg, Wien 1958 (mit Hans Czermak).